# Zeitschrift für Evidenz, Fortbildung und Qualität im Gesundheitswesen
Die Zeitschrift für Evidenz, Fortbildung und Qualität im Gesundheitswesen (ZEFQ; englische Bezeichnung: Journal of Evidence and Quality in Health Care) ist eine deutsche medizinische und gesundheitswissenschaftliche Fachzeitschrift.

## Entstehung, Namen
Die ZEFQ wurde 1904 von Ernst von Bergmann, Martin Kirchner und Robert Kutner als Zeitschrift für ärztliche Fortbildung (ZaeF) im Gustav Fischer Verlag, Jena, gegründet. Sie ist damit eine der ältesten deutschsprachigen medizinischen Fachzeitschriften. Nur in den Jahren 1946 bis 1948 war das Erscheinen eingestellt.
Das Journal firmierte von 1997 bis 2003 als Zeitschrift für ärztliche Fortbildung und Qualitätssicherung (ZaeFQ) und von 2004 bis 2007 unter dem Titel Zeitschrift für ärztliche Fortbildung und Qualität im Gesundheitswesen (ZaeFQ).

## Inhalt
Ursprünglich als interdisziplinäre ärztliche Zeitschrift konzipiert, gehörte die ZaeF zu den meistgelesenen medizinischen Zeitschriften der DDR (siehe hierzu Liste von Zeitungen und Zeitschriften in der DDR). Seit Mitte der 1990er Jahre konzentriert sich die ZaeFQ auf die Themenbereiche Qualitätssicherung in der Medizin und Evidenzbasierte Medizin. Ab 2008 wurde der Leserkreis der ZEFQ auf alle Heil- und Gesundheitsberufe ausgeweitet.

## Verleger und Herausgeber
Die Zeitschrift wurde von 1904 bis 1999 vom Gustav Fischer Verlag, Jena, dann bis 2002 vom Urban & Fischer Verlag, München/Jena, verlegt. Seit 2003 befindet sie sich im Besitz der Elsevier-Verlagsgruppe. Die Redaktion war von 1904 bis 1945 und von 1994 bis 1999 im Kaiserin-Friedrich-Haus, Berlin beheimatet. Bis 2018 war sie beim Ärztlichen Zentrum für Qualität in der Medizin angesiedelt. 
Die Zeitschrift ist offizielles Publikationsorgan des Aktionsbündnisses Patientensicherheit und des Deutschen Netzwerks Evidenzbasierte Medizin.
Seit ihrer Gründung waren folgende Chefredakteure für die Zeitschrift verantwortlich: Robert Kutner (1904–1913), Curt Adam (1914–1940), Franz Pütz (1940–1944), Kurt Winter (1949–1981), Hans Berndt (1982–1995), Günter Ollenschläger (1995–2015) und Gabriele Meyer (2016–). Als Co-Editoren waren seit 1995 tätig: Matthias Klein-Lange (1995–2000), Heinrich Geidel (1995–2012), Heiner Raspe (1998–2012), Gabriele Meyer (2013–2015), Maria Eberlein-Gonska (2017–2018), David Schwappach (2019-), Jürgen Windeler (2012–2020), Falk Hoffmann (2020-).
Die vorstehend beschriebene Entwicklung der inhaltlichen Schwerpunkte von der ärztlichen Fortbildung hin zu Qualität und Evidenz im Gesundheitswesen wurde seitens des Verlages maßgeblich gefördert durch den Verleger Bernd Rolle.